# Вселенная. Происхождение жизни, смысл нашего существования и огромный космос
Вселенная. Происхождение жизни, смысл нашего существования и огромный космос (англ. The Big Picture: On the Origins of Life, Meaning, and the Universe Itself) — научно-популярная книга американского физика-теоретика и космолога Шона М. Кэрролла. Книга была опубликована 10 мая 2016 года издательством Dutton. В своей четвёртой книге Кэрролл защищает аргумент о том, что Вселенная может быть полностью истолкована наукой, вводя «поэтический натурализм» как философию, объясняющую мир.

## Реакция критики
В своей статье для The Guardian Тим Рэдфорд прокомментировал: «Кэрролл строит своё повествование из коротких, легко читаемых за один раз глав, предписаний, аксиом или физических законов. Натурализм — он не поддерживает слово атеизм — определяет мир исключительно в терминах физических сил, полей и сущностей, и эти силы и поля неумолимы: они не допускают телекинеза, психических сил, чудес, жизни после смерти или бессмертной души». Роберт П. Криз в своём обзоре для Nature похвалил книгу за её амбиции и прямоту, в то же время посчитав подход Кэрролла к философским темам неудовлетворительно поверхностным:

Кэрролл уверенно определяет многие концепции, в том числе веру и сознание, как будто 2500 лет философии мало что значат для этого предмета; он отвергает задачу проведения тщательных различий и учёта тонкостей как «онтологически привередливую». Всё, что он находит в философской литературе, — это несколько интересных головоломок. Это похоже на ураганную экскурсию по городу от гида, который там не живет, но с энтузиазмом даёт вам краткие описания любимых мест.
Оригинальный текст (англ.)Carroll confidently defines many concepts, including belief and consciousness, as if 2,500 years of philosophy have yielded little relevant to the subject; he dismisses the task of drawing careful distinctions and heeding subtleties as "ontologically fastidious". All he finds in philosophical literature are a few interesting puzzles. It's like getting a whirlwind tour of a city from a tour guide who doesn't live there, but enthusiastically gives you capsule descriptions of favourite sites.
— 
Рецензент Publishers Weekly написал: «Большая часть представленного здесь материала будет новой для многих читателей, но, независимо от степени осведомлённости, Кэрролл представляет средство, с помощью которого люди могут лучше понять себя, свою вселенную и свои концепции осмысленной жизни». Рецензент Kirkus Reviews добавляет: «Кэрролл — идеальный проводник в этом чудесном путешествии к открытиям. Блестяще ясное изложение глубоких философских и научных вопросов на языке, доступном для непрофессиональных читателей».

## Поэтический натурализм
Кэрролл называет свой общий философский подход поэтическим натурализмом, стремясь под этим термином предложить тип натурализма, который поощряет различные способы говорить о мире, используя язык, зависящий от обсуждаемого аспекта реальности. Поэтический натурализм признаёт, что методы и термины, используемые в одной области, могут не согласовываться с методами и терминами другой области, но оба могут считаться достоверными представлениями реальности.
Кэрролл утверждает, что поэтический натурализм разрешает многие конфликты, вызванные фундаментальными различиями между различными отраслями науки и философии. Например, Вселенная может быть описана механически в терминах атомов, подчиняющихся определённым законам. Это приводит к детерминированной вселенной, несовместимой с концепциями выбора или свободы воли. Однако детерминизм — бесполезная перспектива для навигации по человеческой ситуации, которая включает в себя оценочные суждения и концепцию причины и следствия, поскольку, по сути, он постулирует бесконечную цепочку неизбежных «следствий», проистекающих из единственной изначальной «причины». Несмотря на детерминизм, можно сказать, что люди принимают решения и контролируют аспекты своей среды. Этот очевидный конфликт не отрицает ни одну из точек зрения; обе они могут считаться законными, в зависимости от системы взглядов, в которой мы работаем в настоящее время.
Хотя натурализм — это «идея или вера в то, что в мире действуют только естественные (в отличие от сверхъестественных или духовных) законы и силы», поэтический натурализм понимает, что то, как мы находим личностно значимый смысл жизни, не возникает естественным образом из чисто научного подхода. Наука — это строгий метод поиска того, что является правдой или ложью, в то время как поэтический натурализм поощряет расширение разговора, чтобы включить размышления о том, что правильно и что неправильно. Он объединяет научные методы рассуждения в наши личные поиски целей и смыслов с упором на байесовские методы:75.